# Hermann Paul
Hermann Otto Theodor Paul (Magdeburgo, 7 agosto 1846 – Monaco di Baviera, 29 dicembre 1921) è stato un linguista e filologo tedesco, esponente della Scuola neogrammaticale che influenzò profondamente l'indoeuropeistica tra XIX e XX secolo.

## Biografia
Nato a Magdeburgo, nel distretto di Salbke, Paul insegnò filologia germanica alle università di Lipsia (1873-1874), di Friburgo (1874-1893) e infine di Monaco, ove divenne rettore l'11 dicembre 1909.
Esponente del movimento dei Neogrammatici, al centro delle sue ricerche fu la linguistica indoeuropea, il cui contributo – successivamente approfondito da August Leskien – costituì il "canone" della dottrina neogrammaticale. Sua opera principale, in questo campo, fu Prinzipien der Sprachgeschichte (Principî di storia linguistica) del 1880, successivamente rivisto e ampliato. Notevoli anche i suoi contributi alla germanistica, ambito nel quale fondò e diresse il Grundriss der germanischen Philologie e cui contribuì in particolare con Mittelhochdeutsche Grammatik (1881), Deutsches Wörterbuch (1897) e i cinque volumi della sua Deutsche Grammatik (1916-1920).

## Opere
- (DE)  Gab es eine mittelhochdeutsche Schriftsprache?, Halle, 1873
- (DE)  Die Vocale der Flexions- und Ableitungssilben in den ältesten germanischen Dialecten, in "Beiträge zur Geschichte der deutschen Sprache und Literatur" 4, pp. 314–475, 1877
- (DE)  Zur Geschichte des germanischen Vocalismus, Halle, 1879
- (DE)  Beiträge zur Geschichte der Lautentwicklung und Formenassoziation, 1879-1882
- (DE)  Prinzipien der Sprachgeschichte, Halle, Niemeyer, 1880. Ora in  Hermann Paul, Prinzipien der Sprachgeschichte, Tubinga, Niemeyer, 1995, ISBN 3-484-22005-8.
- (DE)  Mittelhochdeutsche Grammatik, Halle, Saale, 1881. Ora in  Hermann Paul, Mittelhochdeutsche Grammatik, a cura di Thomas Klein; Hans-Joachim Solms; Klaus-Peter Wegera, Tubinga, Niemeyer, 2007, ISBN 978-3-484-64034-4.
- (DE)  Beiträge zur Geschichte der Lautentwicklung und Formenassociation. II: Vokaldehnung und Vokalverkürzung im Neuhochdeutschen, in "Beiträge zur Geschichte der deutschen Sprache und Literatur" 9, pp. 101–134, 1884
- (DE)  Grundriß der germanischen Philologie, 2 voll., Strasburgo, Herausgeber, 1891–1893
- (DE)  Über die Aufgaben der wissenschaftlichen Lexikographie mit besonderer Rücksicht auf das deutsche Wörterbuch, in "Sitzungsberichte der philos.-philol. Klasse der Bayerischen Akademie der Wissenschaften" 1, pp. 53-91, 1894
- (DE)  Zur Wortbildungslehre, 1896
- (DE)  Deutsches Wörterbuch, Halle, Niemeyer, Halle, 1897. Ora in  Hermann Paul, Deutsches Worterbuch, a cura di Helmut Henne; Heidrun Kamper; George Objartel, Tubinga, Niemeyer, 2002, ISBN 3-484-73057-9.  Versione digitale [collegamento interrotto], su mdz10.bib-bvb.de. URL consultato il 30 ottobre 2009.
- (DE)  Über die Umschreibung des Perfektums im Deutschen mit haben und sein, in "Abhandlungen der Bayerischen Akademie der Wissenschaften", I. Kl. Bd. 22 (Abh. 1), 1902.  Versione digitale (PDF) [collegamento interrotto], su edocs.ub.uni-frankfurt.de. URL consultato il 30 ottobre 2009.
- (DE)  Die Bedeutung der deutschen Philologie für das Leben der Gegenwart, in "Beilage zur Allgemeinen Zeitung München" 258 del 15 novembre 1909, Monaco di Baviera. Discorso di insediamento al rettorato dell'Università Ludwig Maximilian di Monaco, 11 dicembre 1909.
- (DE)  Deutsche Grammatik, 5 voll., Halle, Niemeyer, 1916–1920. Ora in  Hermann Paul, Deutsches Grammatik, Tubinga, Niemeyer, 1968,  pp. 5 voll..
- (DE)  Über Aufgabe und Methode der Geschichtswissenschaften, Berlino-Lipsia, 1920, E-Book: Berlino 2014, ISBN 978-3-944253-03-9
- (DE)  Über Sprachunterricht, Halle, 1921